# Cholerafriedhof Seefeld-Kadolz

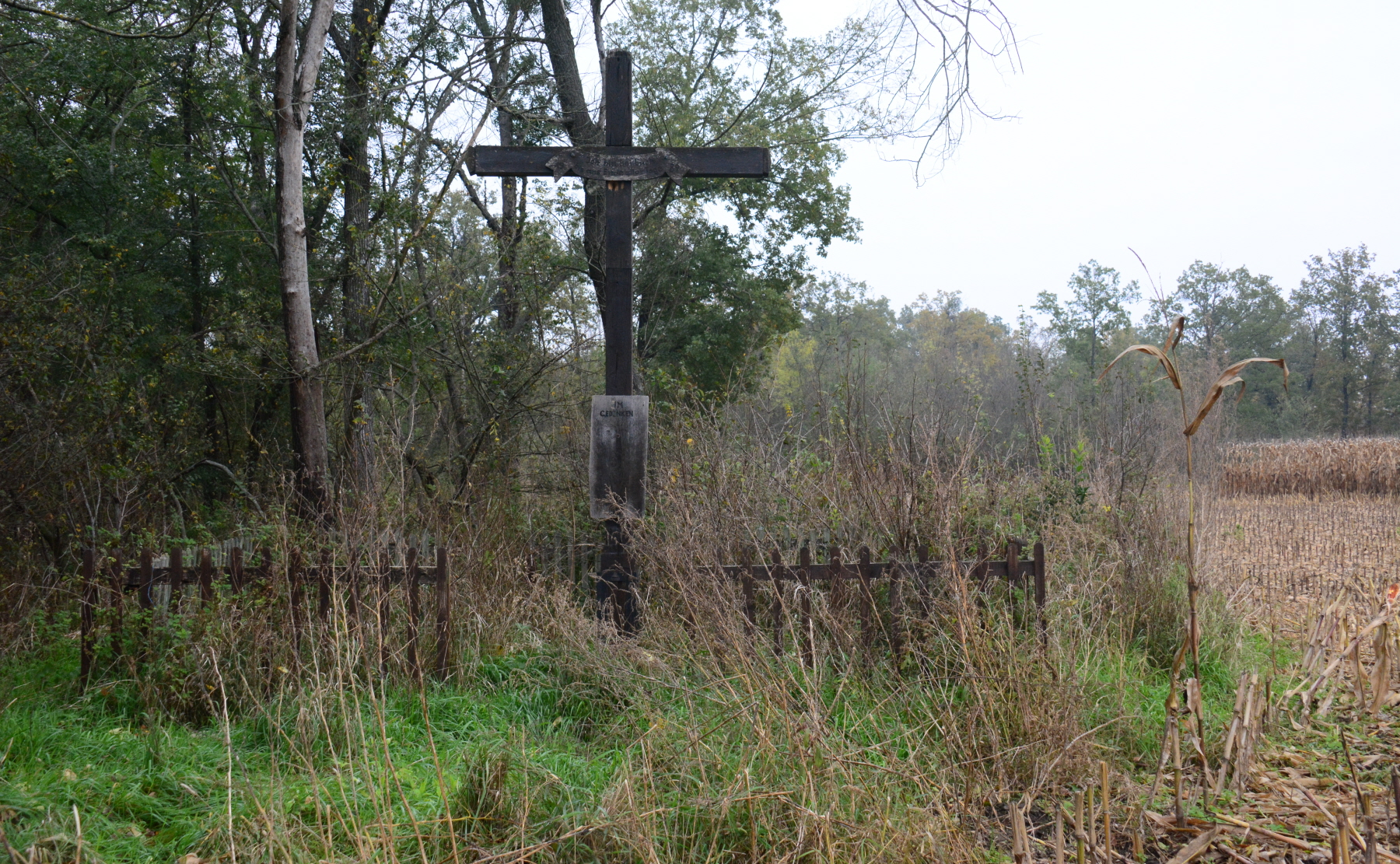
Gedenkkreuz des Cholerafriedhofs Seefeld

Der Cholerafriedhof Seefeld-Kadolz war ein Pestfriedhof in der Marktgemeinde Seefeld-Kadolz im Bezirk Hollabrunn in Niederösterreich.

## Geschichte
1831 brach in den beiden Orten Seefeld und Großkadolz die Cholera aus. Es starben 38 Personen.
Da die Ortsfriedhöfe nicht ausreichten und aus Seuchenschutzgründen wurde ein Notfriedhof als Massengrab angelegt. 21 der Opfer wurden hier außerhalb der Orte (⊙) südlich der Ansiedlung unweit der Straße nach Obritz (heute L3) bestattet.

## Friedhof
Die Begräbnisstätte maß 40 × 20 Schritte (etwa 30 × 15 Meter) und war von einem Graben umgeben.
1928 wurde der Cholerafriedhof eingeebnet und ist seither Teil eines Ackers.

## Gedenkstätte
1989 wurde vom Einheimischen Horst Beer eine kleine Gedenkstätte eingerichtet, mit einem Kreuz nach Art des Friedhofs von 1831. Sie liegt etwa 100 Meter vom Originalplatz entfernt am Rand des Ackers neben der Straße (⊙). Dabei fand ein altes Wegkreuz Verwendung, das Seefelder Fellner Kreuz, das ursprünglich an der Wegkreuzung Seefelder Kellern – Kadolzer Kellern stand. Das Kreuz ist mit einem Zaun eingefasst.
Das Kreuz zeigt die Inschrift:
| 19 | Ich bin bei Euch bis ans Ende aller Tage | 89 |

Am Schaft befindet sich eine kleine Beschreibung zum Cholerafriedhof.